# Плавлення

Фазова діаграма для води

Фазова діаграма заліза з домішками вуглецю

Пла́влення (топлення) — перехід тіла з твердого стану в рідкий. Зворотний процес — тверднення (кристалізація). Плавлення відбувається з поглинанням теплоти і є фазовим переходом першого роду.

## Загальний опис
Зміна стану речовин (зокрема таких, що мають кристалічну
будову) з твердого на рідкий. Рідкий кристал плавиться, коли
тривимірна періодична структура твердої фази руйнується і
переходить у рідинно-кристалічну фазу, в якій молекули
зберігають певний орієнтаційний порядок, але вже нема
далекосяжного трансляційного порядку. Це фазовий перехід
першого роду.
Процес плавлення є таким самим як і топлення, але термін
плавлення звичайно застосовується до таких речовин як
метали, які стають рідинами при високих температурах, а
також до кристалічних твердих тіл, де спостерігається чітка
температура фазового переходу.
Цей термін також вживається для процесів нагрівання сумішей
з метою отримати єдиний рідкий розчин, як при утворенні
сплавів.
При нормальному тиску, найбільшою температурою плавлення серед металів має вольфрам (3422 °C), а серед складних речовин — карбід гафнію HfC (3890 °C). Можна вважати, що найнижчу температуру плавлення має гелій: при нормальному тиску він залишається рідким при скільки завгодно низьких температурах.
Багато речовин при нормальному тиску не мають рідкої фази. При нагріванні шляхом сублімації вони відразу переходять у газуватий стан.

## Плавлення складних сполук
У сплавів, як правило, немає певної температури плавлення; процес їх плавлення відбувається в кінцевому діапазоні температур. На діаграмах стану «температура — відносна концентрація» є кінцева область співіснування рідкого і твердого стану, обмежена кривими ліквидуса і солідуса. Аналогічна ситуація має місце і у разі багатьох твердих розчинів.
Фіксованої температури плавлення немає також у аморфних тіл; вони переходять у рідкий стан поступово, м'якшачись при рості температури.

## Кінетика плавлення
Пояснимо спочатку, чому при деякій температурі тіло розриває частину міжатомних зв'язків і з впорядкованого стану (кристал) переходить у неврегульований (рідина).
Як відомо з термодинаміки, при фіксованій температурі тіло прагне мінімізувати вільну енергію F = E — TS. При низьких температурах другий доданок (добуток температури і ентропії) неістотній, і в результаті все зводиться до мінімізації звичайної енергії E.
Стан з мінімальною енергією — це кристалічне тверде тіло. При підвищенні температури, другий доданок стає дедалі важливішим, і при деякій температурі виявляється вигідніше розірвати деякі зв'язки. При цьому звичайна енергія E дещо підвищиться, але при цьому сильно зросте і ентропія, що в результаті приведе до пониження вільної енергії.

## Динаміка плавлення
В динаміці, плавлення відбувається таким чином. При підвищенні температури тіла росте амплітуда теплових коливань його молекул, і вряди-годи виникають дефекти ґраток. Кожний такий дефект вимагає певної кількості енергії, бо він супроводиться розривом деяких міжатомних зв'язків. Стадія народження й накопичення дефектів зветься стадією передтоплення. Крім того, на цій стадії, як правило, виникає квазі-рідкий шар на поверхні тіла. За певної температури концентрація дефектів стає така велика, що призводить до втрати орієнтаційного порядку в зразку.

## Плавлення у двовимірних системах
В двовимірних або квазі-двовимірних системах кристал є хисткішим об'єктом, ніж в тривимірному випадку, а саме у двовимірного кристала немає дальнього позиційного порядку. (Для порівняння: у одновимірному випадку кристал при скінченній температурі взагалі не може бути стабільним) Як з'ясувалося, це призводить до того, що плавлення двовимірного кристала відбувається
в два етапи. Спочатку кристал переходить в так звану гексатичну фазу, в якій втрачається ближній позиційний порядок, але зберігається орієнтаційний, а потім відбувається втрата і орієнтаційного порядку і тіло стає рідким.